# Народный фронт (Испания)
Народный фронт (исп. Frente Popular) — образованный левыми и либеральными партиями перед выборами 1936 года союз во Второй испанской республике. Примером в этом случае стал созданный годом ранее французский Народный фронт, успешно противостоявший правым силам.

## История
После поражения октябрьского восстания левых сил (см. Вторая Испанская Республика) началось сближение социалистов, коммунистов и левых либералов с целью взять политический реванш над правыми и предотвратить угрозу фашизма. В январе 1935 г. начались консультации между отдельными социалистическими и либеральными политиками о создании лево-демократического блока. 2 июня 1935 г. лидер КПИ Хосе Диас, руководствуясь решениями VII Конгресса Коминтерна, публично выступил за создание Народного фронта с социалистами. Индалесио Прието, который после ареста Ларго Кабальеро стал лидером ИСРП, поддержал идею блока от коммунистов до левых либералов. 14 ноября лидер левых либералов Мануэль Асанья предложил блок исполкому ИСРП. 20 декабря создание Народного фронта поддержали либералы — Левая республиканская партия, Республиканский союз и Национальная республиканская партия.
Испанский Народный фронт был образован 15 января 1936 года, после того, как президент Испании Нисето Алькала Самора распустил кортесы и на 16 февраля этого года назначил новые парламентские выборы. Народный фронт объединял умеренных республиканцев (партии Левые республиканцы (Izquierda Republicana) и Республиканский союз (Unión Republicana)), социалистов из Социалистической рабочей партии Испании (Partido Socialista Obrero Español-PSOE) и Всеобщего союза трудящихся (Unión General de Trabajadores-UGT), коммунистов Испанской коммунистической партии и левых коммунистов из Объединённой марксистской рабочей партии (Partido Obrero de Unificación Marxista-POUM). Эти партии Народного фронта были поддержаны также Партией левых республиканцев Каталонии (Esquerra Republicana de Catalunya-ERC) и анархистами из Национальной конфедерации трудящихся и Федерации анархистов Иберии (Confederación Nacional del Trabajo-CNT и Federación Anarquista Ibérica-FAI). В этом случае анархисты впервые выступили за участие в выборах своих сторонников.
Участники испанского Народного фронта сконцентрировали своё внимание в первую очередь на защите национальных интересов республики от реакционных сил и отстаивали проведение ряда мероприятий, должных укрепить основы республиканского строя.
Народный фронт (НФ) выступил за принятие хозяйственного плана «национальной реконструкции», который должен быть оформлен «законом или системой законов, которая установила бы основы защиты промышленности», включая тарифы, налоговые льготы, регулирование рынков и «прочие виды государственной помощи». Должны были быть созданы структуры экономических и технических исследований для нужд государства и предпринимателей, облегчения и оптимизации регулирования. Предполагалось расширение общественных работ, строительство жилья, объектов кооперативного и коммунального хозяйства, портов, путей сообщения, ирригационных сооружений, оросительных установок и изменение назначения земель. НФ выступил также за прогрессивное налогообложение, ликвидацию мер правительств 1933—1935 гг., в том числе закона, возвращавшего имения, изъятые у знати. В аграрной сфере НФ выступал за продолжение аграрной реформы 1932 г., проведение мелиорации, внедрение прогрессивной агротехники. Социальное законодательство 1932—1933 гг. должно было быть восстановлено во всей полноте. Более того, «устанавливался фиксированный минимум заработной платы, а её занижение подлежало уголовному преследованию и суду как дело публичного обвинения». С безработицей предполагалось бороться с помощью статистики, общественных работ, создания государственных структур трудоустройства, бирж труда и социального страхования. Программа предусматривала создание системы начального образования и обеспечить «равенство возможностей в среднем и высшем образовании на основании критерия способностей».
В то же время под давлением либералов Народный фронт отказался от проведения таких пользовавшихся широкой поддержкой народных масс действий, как национализация крупной земельной собственности и введение государственного страхования от безработицы.
На выборах 16 февраля 1936 года Народный фронт сумел обойти с минимальным преимуществом в 150.000 голосов коалицию правых сил CEDA. Несмотря на то, что на местах сообщалось о многочисленных нарушениях при голосовании и подсчёте голосов — что и в более поздние времена в различных странах было обычным явлением — подавляющее большинство обозревателей и аналитиков, наблюдавших за выборами в Испании и политической ситуации в этой стране, однозначно признали победу Народного фронта. В результате Народный фронт получил в кортесах 263 места из 473. Партии Центра набрали всего 500 тысяч голосов, что не повлияло на общую картину после выборов. Новое парламентское большинство создало специальный комитет по проверке жалоб на нарушения в результате голосования, но этот комитет работал лишь в округах, где победили правые депутаты либо депутаты партий Центра. Это и тот факт, что официальные результаты выборов так и не были опубликованы, позволило противникам Народного фронта высказывать сомнение в законности его правления.
Новое правительство — под руководством Мануэля Асаньи, а после его избрания президентом, Сантьяго Касареса Кироги — состояло лишь из представителей обеих республиканских партий, однако опиралось на поддержку всех участников и сочувствующих Народного фронта. Такое положение создавало для него широкую базу, однако и ограничивало возможности вмешательства при противозаконных действиях некоторых военизированных подразделений союзных партий. В это время в Испании экономический кризис до крайности обострил и без того резкую политическую и социальную конфронтацию в стране, окончившуюся в июле 1936 года военным путчем, переросшим в гражданскую войну.
После начала Гражданской войны, 19 июля 1936 г. к власти пришло новое правительство Народного фронта во главе с Хосе Хиралем. В Республике началась глубокая социальная революция, захваты предприятий коллективами работников, образование сельских коллективов по инициативе анархо-синдикалистов и левых социалистов. В этих условиях 4 сентября 1936 г. было создано правительство Народного фронта во главе с Франсиско Ларго Кабальеро, в которое вошли не только либералы, но и другие партии Народного фронта — социалисты, коммунисты, каталонские и баскские националисты. 4 ноября в правительство вошли также представители Национальной конфедерации труда, которая не входила в Народный фронт. Таким образом, образовалось правительство широкой антифашистской коалиции.
Весной 1937 г. обострились противоречия между левым (анархо-синдикалисты, левое крыло ИСРП (кабальеристы), ПОУМ) и правым (либералы, правое крыло ИСРП (приетисты), каталонские и баскские националисты, КПИ и Объединенная социалистическая партия Каталонии — ОСПК) политическим флангами республиканцев. 3-6 мая 1937 г. эти противоречия привели к вооруженным столкновениям в Барселоне. В результате 13 мая правительство Ларго Кабальеро пало, и 17 мая 1937 г. образовалось более правое и просоветское правительство Народного фронта во главе с Хуаном Негрином без анархо-синдиклалистов и кабальеристов. Правительство Негрина развернуло репрессии против анархо-синдикалистов и ПОУМ, взяло курс на сворачивание социальных преобразований второй половины 1936 г., укрепление государственного сектора в экономике. По мнению историка А. В. Шубина, в условиях Испанской республики этого период отрабатывалась политика «народных демократий», которая затем была применена в Восточной Европе во второй половине 40-х гг.
В условиях военных поражений Республики анархо-синдикалисты предпочли пойти на сближение с правительством. 1 апреля НКТ, Федерация анархистов Иберии и Федерация либертарной молодежи вошли в Народный фронт. НКТ согласилась войти в правительство Негрина. Негрин выбрал в качестве министра образования и здравоохранения кандидатуру Сегундо Бланко из предложенного НКТ перечня (впоследствии министр НКТ тяготел скорее к Негрину, чем к Конфедерации).
6 апреля 1938 г. было сформировано новое правительство Негрина без И. Прието и его сторонников. Но на этот раз правительство формировали не партии и организации коалиции, а лично Негрин, подбиравший в свою команду политиков разной окраски.
В целом режим Негрина можно характеризовать как мягкую форму авторитаризма, причем не только на уровне правительства, но и на местах. Как сообщал П. Тольятти, «в каждой провинции наблюдалась тенденция к созданию небольшого государства в государстве и к подчинению масс местным властям административными мероприятиями путём устранения всяких форм демократии».
16 августа 1938 г. правительство покинули представители националистов Айгуаде и Ирухо — они не выдержали наступления Негрина на права автономий, прежде всего — установление центрального контроля над военной промышленностью Каталонии. Каталонию в правительстве стала представлять прокоммунистическая партия ОСПК.
В конце 1938 — начале 1939 г. обострялись отношения между фракцией Негрина и коммунистами с одной стороны и остальными организациями Народного фронта — с другой. Начав в ночь на 6 марта 1939 г. мятеж против Негрина, полковник Сехисмундо Касадо заручился поддержкой видных деятелей основных организаций Народного фронта, кроме коммунистов. Хотя сами организации не поддержали капитулянтов, раскол Народного фронта облегчил действия касадистов и способствовал окончательному поражению республики 1 апреля.